# Dohoda o ochraně africko-euroasijských stěhovavých vodních ptáků
Dohoda o ochraně africko-euroasijských stěhovavých vodních ptáků (v anglickém originále Agreement on the Conservation of African-Eurasian Migratory Waterbirds, někdy jen African-Eurasian Waterbird Agreement, odtud zkratka AEWA) je mezinárodní smlouva zabývající se ochranou migračního vodního ptactva. Jedná se o nejrozsáhlejší dohodu v rámci tzv. Bonnské úmluvy.
Cílem dohody je koordinace ochrany ptáků migrujících mezi evropskými a africkými národy. K roku 2022 smlouvu podepsalo 119 zemí z Evropy, Afriky, Afriky, Středního východu, Asie a Kanady. Dohoda se zaměřuje na ptačí druhy, které během sezónní migrace překračují státní hranice a alespoň v některé části životního cyklu jsou závislé na mokřadech.
K roku 2022 dohoda zahrnuje 255 ptačích druhů.

## Setkání
Zástupci signatářských států se každých několik let potkávají ve vybraných lokalitách. Dosud se tato pravidelná setkání konala v následujících městech:
| Zasedání | Datum | Datum            | Město        | Stát                  |
| Zasedání | Rok   | Dny              | Město        | Stát                  |
| -------- | ----- | ---------------- | ------------ | --------------------- |
| 1.       | 1999  | 7.–9. listopadu  | Kapské město | Jihoafrická republika |
| 2.       | 2002  | 25.–27. září     | Bonn         | Německo               |
| 3.       | 2005  | 23.–27. října    | Dakar        | Senegal               |
| 4.       | 2008  | 15.–19. září     | Antananarivo | Madagaskar            |
| 5.       | 2012  | 14.–18. května   | La Rochelle  | Francie               |
| 6.       | 2015  | 9.–14. listopadu | Bonn         | Německo               |
| 7.       | 2018  | 4.–8. prosince   | Durban       | Jihoafrická republika |
| 8.       | 2022  | 26.–30. září     | Budapešť     | Maďarsko              |